# Henicorhina
Henicorhina – rodzaj ptaków z rodziny strzyżyków (Troglodytidae).

## Występowanie
Rodzaj obejmuje gatunki występujące w Meksyku, Ameryce Centralnej i Południowej.

## Morfologia
Długość ciała 10–11,7 cm, masa ciała 14,5–18,1 g.

## Systematyka

### Etymologia
Greckie ἑνικος henikos – „pojedynczy”; ῥις rhis, ῥινος rhinos – „nozdrza”.

### Podział systematyczny
Do rodzaju należą następujące gatunki:
- Henicorhina leucosticta (Cabanis, 1847) – stokowczyk białopierśny
- Henicorhina leucoptera Fitzpatrick, Terborgh & Willard, 1977 – stokowczyk prążkoskrzydły
- Henicorhina leucophrys (von Tschudi, 1844) – stokowczyk szaropierśny
- Henicorhina anachoreta Bangs, 1899 – stokowczyk samotny – takson wyodrębniony ostatnio z H. leucophrys[7]
- Henicorhina negreti Salaman, Coopmans, Donegan, Mulligan, Cortés, Hilty & Ortega, 2003 – stokowczyk rdzaworzytny